# Ima, Soko ni Iru Boku
Ima, Soko ni Iru Boku (今、そこにいる僕?) es un anime original de trece episodios dirigido por Akitaro Daichi, creador de la idea original y escrito por Hideyuki Kurata. Salió al aire en Japón en la cadena de televisión WOWOW desde octubre de 1999 hasta enero de 2000.
La historia se transporta a un futuro distópico donde un joven llamado Shuzo "Shu" Matsutani intenta salvar a una chica desconocida, pero de pronto aparece en un mundo futuro desolado y completamente militarizado.

## Argumento
Un día normal mientras Shu caminaba hacia su casa de la escuela, conoce a una chica que es atacada por unos misteriosos seres mecanizados y una mujer violenta; en su intento de protegerla, ambos terminan siendo transportados a un mundo distópico y militarizado. Lara-ru, la chica que conoce, tiene el poder de controlar el agua, ya que lleva un colgante con una enorme cantidad de líquido contenido dentro de una pequeña perla, el agua es un bien preciado en el mundo debido a la escasez. Shu se encuentra atrapado y es frecuentemente interrogado por un dictador llamado Hamdo; además el joven conoce a una chica llamada Sara, quien fue capturada por los subordinados de Hamdo creyendo que era Lara-ru. Shu termina uniéndose a una especie de ejército formado por niños, quienes asedian villas y pueblos en busca de más niños para agregar a su ejército.
Tras sufridos días en Hellywood, Shu intenta escapar tras ser detenido por traición, al salvar a Lala-ru de las garras de Hamdo, se libera una cantidad de agua que inunda la nave; Shu y su amiga escapan del lugar y viajan por territorios hostiles hasta llegar a una ciudad con recursos naturales, como el agua que Hamdo intenta obtener. En Zari-Bars los locales reciben a Shu y Lara-ru sin saber que ella es la misteriosa niña con poderes. Durante su estancia se ganan la vida trabajando y ayudando a la comunidad; en poco tiempo un espía de Hamdo llega a la ciudad y provoca caos, que termina en una invasión de la fortaleza flotante Hellywood; los pocos sobrevivientes de la ciudad son sometidos y abordados en la nave, pero dentro con Shu a la cabeza, logran una insurgencia, finalizando en una derrota de Hellywood.
La historia frecuentemente hace alusiones a problemas morales como la guerra y sus consecuencias, así como la esclavitud y la explotación infantil.

## Personajes
Shuzo Matsutani (松谷 修造 Matsutani Shūzō?)
Voz por: Akemi Okamura
Conocido como Shū, es un estudiante de kendo, tras caer en un mundo hostil y militarizado, es torturado e interrogado y termina uniéndose a un ejército de niños. Es un niño obstinado y fuerte, piensa que todas las situaciones se pueden resolver. Siente una gran responsabilidad de proteger a Lala-ru, la chica que salva de los monstruos mecanizados; pese a todos los problemas que experimenta, siente confianza en que todo estará bien.
Lala-Ru' (ララ・ルゥ Rara Rū?)
Voz por: Kaori Nazuka
Una chica seria, calmada y distante que tiene el don de manipular el agua; su mala experiencia con humanos ha causado que les tenga poca confianza y empatía. Tras conocer a Shū y a Sis, su relación con ellos la hace un poco más abierta.
Hamdo (ハムド Hamudo?)
Voz por: Kouji Ishii
Es el líder militar de la comunidad de Hellywood, es un adulto con la mentalidad de un niño de 10 años, con delirios de paranoia y megalomanía. Se obsesiona con Lala-ru por sus poderes de controlar el agua, un recurso que necesita para poder dominar la Tierra. Comanda un ejército de niños que usa para sus intereses personales.
Abelia (アベリア Aberia?)
Voz por: Reiko Yasuhara
Es la oficial del ejército de Hamdo, una militar muy capaz y una estratega. Le es totalmente fiel al Rey Hamdo pese a las agresiones y humillaciones.
Nabuca (ナブカ Nabuka?)
Voz por: Yuka Imai
Es el líder de la unidad donde Shu es obligado a unirse, quien una vez le salvó la vida; dice que se unió al ejército solamente para tener una oportunidad de regresar a casa una vez terminados los problemas, a lo largo de la historia, ayuda a Shu en varias ocasiones.
Boo (ブゥ Bū?)
Voz por: Hiroko Konishi
Es el soldado más joven del ejército de Nabuca, cree que será enviado a casa una vez termine la guerra, es muy unido a Nabuca.
Sara Ringwalt (サラ・リングワルト Sara Ringuwaruto?)
Voz por: Azusa Nakao
Es una chica americana que es confundida con Lala-ru, lo cual causa que sea secuestrada e interrogada; una vez en Hellywood sufre varios abusos por parte de los soldados. Tras escapar del lugar es encontrada en un desierto vagando.
Tabool (タブール Tabūru?)
Voz por: Akio Suyama
Es un niño soldado de la unidad de Nabuca, fueron amigos de la infancia en la villa donde vivían. Es un niño enérgico al que le fascina el mundo militar y le gusta molestar a los demás.
Sis (シス Shisu?)
Voz por: Rica Matsumoto
Es una mujer respetada de la comunidad de Zari-Bars, tiene un carácter fuerte y duro pero es bastante amable con los ciudadanos y visitantes, se dedica a cuidar a niños abandonados o huérfanos como resultado de la guerra.
Elamba (エランバ Eranba?)
Voz por: Hisoka Yamamoto
Es el líder de un grupo radical de Zari-Bars, intenta vengarse de Hamdo enviando soldados para asesinarlo, es prepotente y muy obstinado.

## Media

### Anime
La idea original fue de Akitaro Daichi, quien también es director del anime, se estrenó en la cadena WOWOW en octubre de 1999, con un total de 13 episodios.

#### Lista de episodios
| #  | Título                                                                                     | Estreno                 |
| -- | ------------------------------------------------------------------------------------------ | ----------------------- |
| 1  | «Una chica admirando la puesta de sol» «Tasogare wo mitsu meru shōjo» (黄昏を見つめる少女) | 14 de octubre de 1999   |
| 2  | «Un chico y el rey loco» «Shōnen to kyō ō to» (少年と狂王と)                               | 21 de octubre de 1999   |
| 3  | «Banquete en la oscuridad» «Yami no naka no utage» (闇の中の宴)                            | 28 de octubre de 1999   |
| 4  | «Discordia» «Fukyōwaon» (不協和音)                                                         | 4 de noviembre de 1999  |
| 5  | «Asesinato» «Hitogoroshi» (ひとごろし)                                                     | 11 de noviembre de 1999 |
| 6  | «Desesperación en la tormenta de arena» «Sunaarashi ga kieru» (砂嵐が消える)               | 18 de noviembre de 1999 |
| 7  | «Noche para volar» «Nogare no oru» (逃れの夜)                                              | 25 de noviembre de 1999 |
| 8  | «Dos almas solitarias» «Hitoribotchi no futari» (ひとりぼっちのふたり)                     | 2 de diciembre de 1999  |
| 9  | «9» «Hazama nite» (狭間にて)                                                               | 9 de diciembre de 1999  |
| 10 | «Preludio al caos» «Konton e no josō» (混沌への助走)                                       | 16 de diciembre de 1999 |
| 11 | «Víspera de destrucción» «Hōkai zenya» (崩壊前夜)                                          | 6 de enero de 2000      |
| 12 | «Esta tierra sangrienta» «Satsuriku no daichi» (殺戮の大地)                                | 13 de enero de 2000     |
| 13 | «Aquí y ahora» «Ima, soko ni iru boku» (今、そこにいる僕)                                  | 20 de enero de 2000     |

## Recepción
La serie fue en general bien recibida por la crítica; Anime on DVD dijo "que su punto fuerte es un guion bien desarrollado y los diálogos, que cuentan algo más profundo", los "eventos de guerra son mostrados realistas y brutales". SciFi.com  mencionó que "es una serie cruel pero con un buen mensaje que contrasta la brutalidad de la trama".
La reseña de J! Ent dice que "muestra una perspectiva de la guerra a través de los ojos de un adolescente". "La brutalidad y oscuridad y su realismo hacen que sea una serie que valga la pena ver". De Anime News Network mencionaron que "la serie es una de las mejores escritas y más poderosamente emocionales que existen".